# Monique Ohsan Bellepeau
Monique Ohsan Bellepeau, née en 1942, est une femme politique mauricienne. Elle est vice-présidente de la république de Maurice de 2010 à 2016 et, en cette qualité, elle assure l'intérim présidentiel une première fois entre le 31 mars et le 21 juillet 2012 puis entre le 29 mai et le 5 juin 2015.

## Biographie
Journaliste et ancienne présentatrice du journal télévisé sur MBC, elle est la fille de Bartholomée Ohsan, fondateur du Parti travailliste. Elle se lance en politique en 1995 et obtient un siège de députée à l'Assemblée nationale. Membre du Parti travailliste, elle en est présidente de 2007 à 2010. 
En novembre 2010, elle est élue vice-présidente de la République, en remplacement d'Angidi Chettiar, décédé la même année. À ce titre, elle devient présidente de la République par intérim le 31 mars 2012, à la suite de la démission de Sir Anerood Jugnauth. Le 21 juillet suivant, elle est remplacée par le président en titre Kailash Purryag, élu la veille.
Elle est la première femme à occuper les fonctions de vice-présidente puis de présidente de la République de Maurice par intérim.
Elle occupe de nouveau la présidence de la République par intérim du 29 mai au 5 juin 2015, à la suite de la démission du président Purryag, .